# Domenico Marocchino
Domenico Marocchino (Vercelli, 5 maggio 1957) è un ex calciatore italiano, di ruolo centrocampista o attaccante.

## Carriera

### Giocatore

#### Club

Marocchino al Bologna nel 1984, tra Frutti e il tecnico Pace.

Cresciuto nel vivaio della Juventus, vestì le maglie di Juniorcasale e Cremonese prima di esordire in Serie A con la maglia dell'Atalanta, il 17 dicembre 1978, in occasione della gara contro la Fiorentina terminata 0-0.
Nel 1979 fece ritorno alla Juventus, nelle cui file militò per quattro stagioni, vincendo due scudetti e una Coppa Italia. Chiamato inizialmente a succedere all'ala destra a un decano della squadra quale Franco Causio, tuttavia Marocchino non riuscì a raccogliere appieno la pesante eredità. La sua migliore stagione in bianconero rimase quella del 1981-1982: è in tale annata che venne chiamato dall'allora tecnico della nazionale italiana, Enzo Bearzot, in quella che rimarrà l'unica apparizione con la maglia azzurra.
Vestì quindi le maglie di Sampdoria e Bologna, prima di chiudere la carriera nei professionisti dopo un fugace ritorno a Casale Monferrato, nel 1988. Continua quindi in Interregionale con la maglia della Valenzana fino al 1992.
In carriera ha totalizzato complessivamente 131 presenze e 11 reti in Serie A, e 104 presenze e 6 reti in Serie B.

#### Nazionale
Il 5 dicembre 1981, a Napoli, esordì in nazionale per quella che rimase l'unica sua presenza in maglia azzurra, nella gara conclusiva delle qualificazioni UEFA al campionato del mondo 1982, vinta 1-0 contro il Lussemburgo.

### Dopo il ritiro
Nella stagione 1996-1997 ha intrapreso una breve carriera di allenatore, in Serie C2, concludendola due stagioni dopo a Chivasso nel campionato piemontese di Eccellenza.
Dopodiché dagli anni 2000 diventa opinionista televisivo su canali sia nazionali sia locali, lavorando dapprima per Sport Mediaset, dov'è nel cast fisso di Guida al campionato, e poi per vari programmi calcistici di Rai Sport; è inoltre opinionista ricorrente, assieme a Francesco Graziani, del programma di Rai Radio 2 Campioni del mondo, condotto da Marco Lollobrigida, oltreché per altre emittenti radiofoniche minori.

## Statistiche

### Cronologia presenze e reti in nazionale
| Cronologia completa delle presenze e delle reti in nazionale ― Italia | Cronologia completa delle presenze e delle reti in nazionale ― Italia | Cronologia completa delle presenze e delle reti in nazionale ― Italia | Cronologia completa delle presenze e delle reti in nazionale ― Italia | Cronologia completa delle presenze e delle reti in nazionale ― Italia | Cronologia completa delle presenze e delle reti in nazionale ― Italia | Cronologia completa delle presenze e delle reti in nazionale ― Italia | Cronologia completa delle presenze e delle reti in nazionale ― Italia |
| Data                                                                  | Città                                                                 | In casa                                                               | Risultato                                                             | Ospiti                                                                | Competizione                                                          | Reti                                                                  | Note                                                                  |
| --------------------------------------------------------------------- | --------------------------------------------------------------------- | --------------------------------------------------------------------- | --------------------------------------------------------------------- | --------------------------------------------------------------------- | --------------------------------------------------------------------- | --------------------------------------------------------------------- | --------------------------------------------------------------------- |
| 5-12-1981                                                             | Napoli                                                                | Italia                                                                | 1 – 0                                                                 | Lussemburgo                                                           | Qual. Mondiali 1982                                                   | -                                                                     |                                                                       |
| Totale                                                                |                                                                       | Presenze                                                              | 1                                                                     |                                                                       | Reti                                                                  | 0                                                                     |                                                                       |

## Palmarès

### Giocatore

#### Club
- Campionato italiano: 2

Juventus: 1980-1981, 1981-1982
- Coppa Italia: 1

Juventus: 1982-1983